# Камери серця

Фронтальний вигляд відкритого серця. Білі стрілки вказують нормальний тік крові.

Серце ссавців, зокрема людини, складається з чотирьох камер: двох передсердь і двох шлуночків.
Передсердя приймають кров, яка притікає до серця по венах, а шлуночки виштовхують її назад в артерії. В праве передсердя кров потрапляє з великого кола кровообігу через верхню і нижню порожнисті вени, потім потрапляє в правий шлуночок, а потім в легені, там збагачується киснем і потрапляє в ліве передсердя. З передсердя кров впадає в лівий шлуночок, а потім в аорту.